# ロンダドール

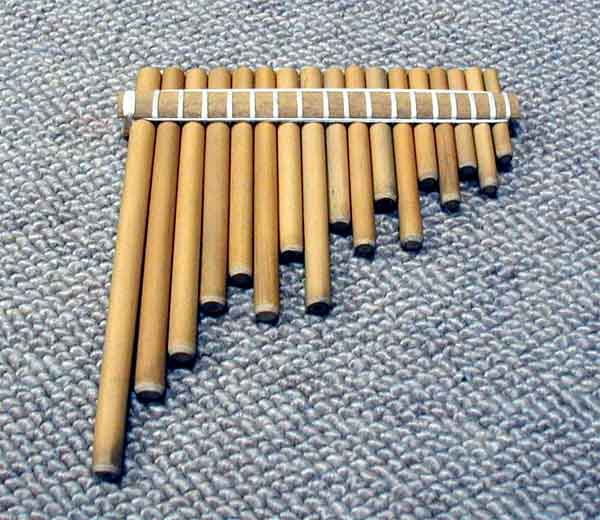
ロンダドール

ロンダドール（西: Rondador）とはエクアドルで用いられる木管楽器である。

## 特徴
近隣のペルーやボリビアなどで用いられるパンパイプはサンポーニャ（西: zampoña）とかシーク（アイマラ語: sicu）と呼ばれ、その長さも名称も多種多様であるものの、音階順に調律（低→高）された管が整然と並べて結束されているのに対し、このロンダドールは（低→高→低→高…）という具合に、あたかもノコギリの歯状に結束されている点が、外観上いちばんの特徴であろう。そのため、単音で旋律を演奏するのではなく、和音での演奏が基本である。
ボリビアなどのサンポーニャは、太くて長い管を用いる事も多く、楽器のサイズに見合った野太い音色を奏でる旋律や奏法が発達しているが、このロンダドールは、前者より総じて小型で音域も高く、例えるならアンデスの野をサッと吹き抜ける空っ風のような音色と奏法を特徴としている。